# صدا (فیلم ۲۰۱۵)
صدا (به انگلیسی: The Sound) یک فیلم مستقل کانادایی تولید سال ۲۰۱۵ در ژانر دلهره‌آور روان‌شناختی به کارگردانی و نویسندگی جنا متیسون با بازی رز مک‌گوآن، مایکل اکلند، کریستوفر لوید و ریچارد گان که در سال ۲۰۱۷ منتشر شد. این فیلم ظاهراً بر اساس وقایع واقعی ساخته‌است.

## داستان
نویسنده‌ای جسور تحقیق در مورد مکانی متروکه، واقع در یک ایستگاه مترو را آغاز کرده‌است. با استفاده از امواج صوتی با فرکانس پایین، مشاهداتی دیده می‌شود که نشان از وجود یک قدرت ماورایی را در آن مکان بیش از بیش ممکن کرده‌است و …